# Debate sobre armas nucleares

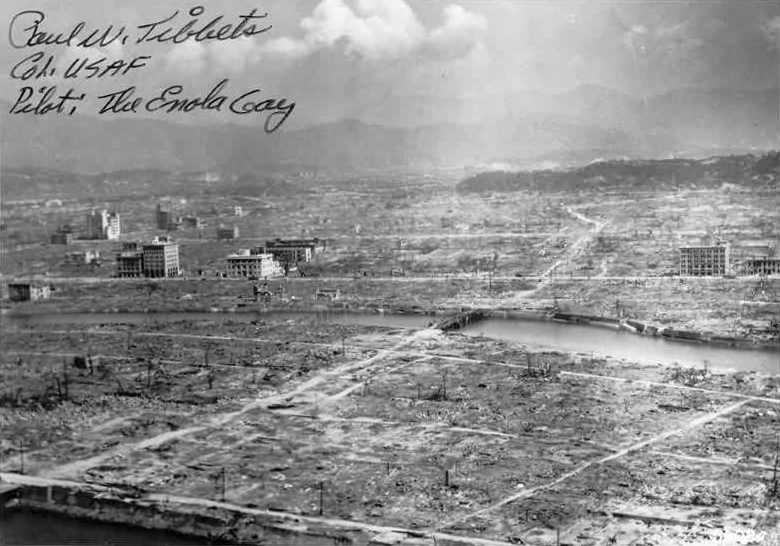
Desde os bombardeamentos atómicos de Hiroshima e Nagasaki, que as armas nucleares mantêm-se como objetos altamente controversos e polémicos no fórum do debate público.

O debate sobre armas nucleares refere-se às controvérsias à volta da ameaça, uso e estoque de armas nucleares. Mesmo antes das primeiras armas nucleares serem desenvolvidas, cientistas envolvidos com o Projeto Manhattan estavam divididos sobre o uso da arma. A única vez que armas nucleares foram usadas em guerra foi durante as fases finais da Segunda Guerra Mundial quando bombardeiros B-29 Superfortress da USAAF lançaram bombas atómicas nas cidades japonesas de Hiroshima e Nagasaki no início de agosto de 1945. O papel dos bombardeamentos na rendição do Japão e a justificação ética dos EUA têm sido tópico de debate académico e popular por décadas.
O desarmamento nuclear refere-se tanto ao ato de reduzir ou eliminar armas nucleares como ao estado final de um mundo sem armas nucleares. Proponentes do desarmamento tipicamente condenam a priori a ameaça ou uso de armas nucleares como imoral e argumentam que só o desarmamento total pode eliminar a possibilidade de guerra nuclear. Críticos do desarmamento nuclear dizem que pode comprometer a dissuasão e fazer as guerras convencionais mais prováveis, mais destrutivas, ou ambas. O debate torna-se consideravelmente complexo quando se consideram vários cenários como por exemplo: desarmamento total vs. parcial ou unilateral vs. multilateral.
A proliferação nuclear é uma preocupação relacionada, que mais comumente se refere à propagação de armas nucleares a países adicionais e aumenta os riscos de uma guerra nuclear surgir de conflitos regionais. A difusão de tecnologias nucleares — especialmente tecnologias de ciclo de combustível nuclear para produzir materiais nucleares para armas como urânio e plutónio altamente enriquecido — contribui para o risco de proliferação nuclear. Estas formas de proliferação são por vezes referidas como proliferação horizontal para as distinguir de proliferação vertical, a expansão de estoque nuclear de poderes nucleares estabelecidos.

## História

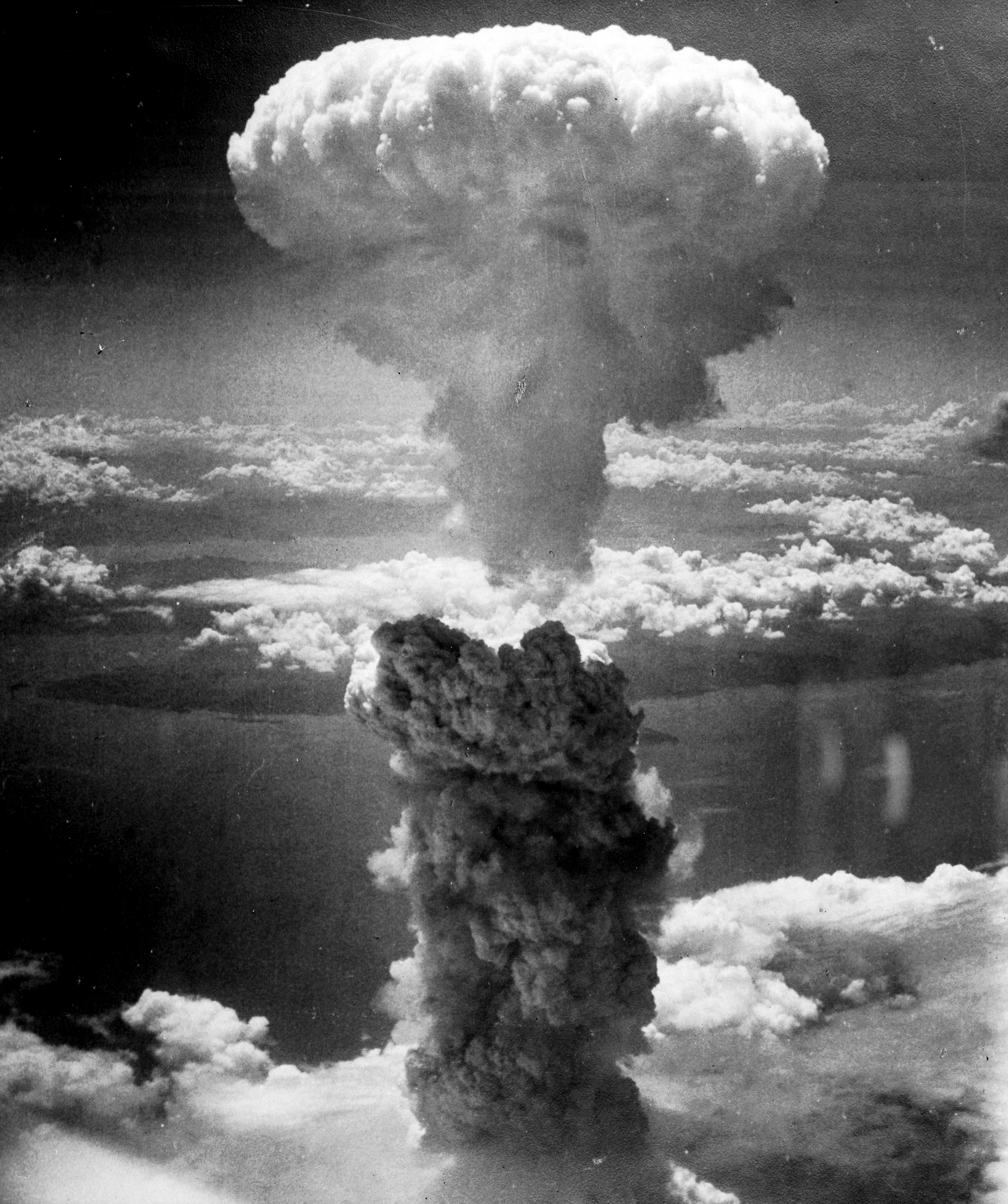
A nuvem de cogumelo da Fat Man resultante da explosão nuclear sobre Nagasaki.

### Projeto Manhattan
Por o Projeto Manhattan ser considerado "informação confidencial", não existiu discussão pública do uso de armas nucleares, e até dentro do governo dos EUA, o conhecimento da bomba era extremamente limitado. No entanto, até antes das primeiras armas nucleares serem desenvolvidas, os cientistas envolvidos com o Projeto Manhattan estão divididos quanto ao uso da arma.[carece de fontes?]

#### Relatório Franck
A 2 de junho de 1945, Arthur Compton, o líder do Laboratório Metalúrgico do Projeto Manhattan, também conhecido como Lab Met, na Universidade de Chicago informou a sua equipa sobre a informação mais recente do Comité Interino, que estava a formular planos para o uso da bomba atómica para forçar a capitulação japonesa. Em resposta à reunião, o Comité de Implicações Sociais e Políticas da Bomba Atómica do Met Lab, presidido por James Franck, escreveu o Relatório Franck. O relatório, para o qual Leó Szilárd e Glenn T. Seaborg também contribuíram, argumentava que em vez de ser usada contra uma cidade, a primeira bomba atómica devia ser "demonstrada" ao japoneses numa área não habitada. A recomendação não foi aceite pelos comandantes militares, pelo Comité de Alvos de Los Alamos (composto por outros cientistas), ou pelos políticos que podiam contribuir para o uso da arma.

O relatório também argumentava que para impedir uma corrida ao armamento nuclear e uma ordem mundial desestabilizada, a existência da arma devia ser feita pública para que um corpo colaborativo e internacional pudesse controlar o poder atómico:
"Deste ponto de vista uma demonstração da nova arma poderá ser melhor feita diante dos olhos de representantes de todas as Nações Unidas, no deserto ou numa ilha deserta. A melhor atmosfera possível para a conquista de um acordo internacional podia ser conseguida se a América pudesse dizer ao mundo, "Vocês viram que arma nós tínhamos mas não usámos. Nós estamos prontos a renunciar o seu uso no futuro e juntar-nos a outras nações para encontrar supervisão adequada do uso desta arma nuclear." - Relatório Franck

#### Petição Szilárd
70 cientistas envolvidos no Projeto Manhattan, muitos dos quais do Met Lab, representados em parte por Leó Szilárd, apresentaram uma petição para o presidente Harry Truman em julho de 1945. A Petição Szilárd pedia a Truman para usar a bomba atómica só se os termos completos da rendição fossem feitos públicos e se o Japão, em posse completa dos factos, ainda se recusasse a render.
"Nós, os signatários, respeitosamente pedimos: primeiro, que você exerça o seu poder como Comandante Chefe, para decidir que os Estados Unidos não recorram ao uso das bombas atómicas nesta guerra a não ser que os termos que serão impostos ao Japão tenham sido feitos públicos em detalhe e o Japão sabendo destes termos tenha recusado a render-se; segundo, que em tal evento a questão de usar ou não as bombas atómicas seja decidida por si à luz das considerações apresentadas nesta petição como também todas as outras responsabilidades morais que estão envolvidas" - Petição Szilárd
A petição também avisava Truman a considerar as implicações futuras da decisão de usar a bomba atómica, incluindo a probabilidade de uma corrida ao armamento nuclear rápida e um declínio na segurança global, e implorou que ele prevenisse tal eventualidade se possível.[carece de fontes?]

### Hiroshima e Nagasaki
A bomba atómica Little Boy foi detonada sobre a cidade japonesa de Hiroshima a 6 de agosto de 1945. Explodindo com um rendimento equivalente a 12.500 toneladas de TNT, a explosão e onda termal da bomba destruiu quase 50.000 edifícios (incluindo a sede do 2º Exército Geral e Quinta Divisão) e matou aproximadamente 75.000 pessoas, entre elas 20.000 soldados japoneses e 20.000 coreanos. A detonação da bomba atómica "Fat Man" explodiu sobre a cidade japonesa de Nagasaki três dias depois a 9 de agosto de 1945, destruindo 60% da cidade e matando aproximadamente 35.000 pessoas, entre elas 23.200-28.200 trabalhadores de munição japoneses e 150 soldados japoneses. O papel dos bombardeamentos na rendição do Japão e da justificação ética dos EUA tem sido tópico de debate académico e popular por décadas. J. Samuel Walker sugere que "a controvérsia sobre o uso da bomba parece certa a continuar".

### Pós-guerra
Depois dos bombardeamentos de Hiroshima e Nagasaki, o estoque mundial de armas nucleares cresceu, e armas nucleares foram detonadas em mais de duas mil ocasiões para propósitos de teste e demonstração. Países conhecidos por terem detonado armas nucleares e que reconhecem possuir tais armas são (cronologicamente) os Estados Unidos, a União Soviética (sucedida como um poder nuclear pela Rússia), o Reino Unido, França, a República Popular da China, Índia, Paquistão e a Coreia do Norte.
No início dos ano 80, um renascimento da corrida ao armamento nuclear causou um movimento de desarmamento nuclear popular a emergir. Em outubro de 1981, 500.000 pessoas foram para as ruas em várias cidades da Itália, mais de 250.000 pessoas protestaram em Bonn, 250.000 demonstraram-se em Londres, e 100.000 marcharam em Bruxelas. O maior protesto anti-nuclear foi feito a 12 de junho de 1982, quando um milhão de pessoas protestaram em Nova Iorque contra as armas nucleares. Em outubro de 1983, quase 3 milhões de pessoas pela Europa ocidental protestaram contra os destacamentos de misseis nucleares e exigiram um fim à corrida ao armamento.

## Argumentos
Sob o cenário de desarmamento multilateral total, não existe possibilidade de guerra nuclear. Sob os cenários de desarmamento parcial, existe um desentendimento em como a probabilidade de guerra nuclear poderia mudar. Críticos do desarmamento nuclear dizem que iria comprometer a capacidade dos governos de ameaçar retaliação suficiente sobre um ataque para dissuadir uma agressão contra eles. A aplicação da teoria de jogo às questões de guerra estratégica nuclear durante a Guerra Fria resultou na doutrina de destruição mútua assegurada, um conceito desenvolvido por Robert McNamara e outros nos meados dos anos 60. O seu sucesso em evitar a guerra nuclear foi teorizado como dependente da "prontidão em qualquer altura antes, durante, ou depois de um ataque para destruir o adversário como uma sociedade funcional." Aqueles que acreditam que os governos deveriam desenvolver ou manter capacidade de ataque nuclear normalmente justificam a sua posição com referência à Guerra Fria, alegando que uma "paz nuclear" foi o resultado de tanto os EUA como a URSS possuírem capacidade de retaliação mútua de segundo ataque. Desde o fim da Guerra Civil, teorias de dissuasão em relações internacionais têm sido desenvolvidas e generalizadas no conceito do paradoxo estabilidade-instabilidade. Proponentes do desarmamento põem em causa a suposição de que líderes políticos são atores racionais que colocam a proteção dos seus cidadãos acima de outras considerações, e destacam, como McNamara mais tarde reconheceu com o benefício da retrospetiva, as escolhas não-racionais, chance, e contingência, que tiveram um papel importante em evitar a guerra nuclear, como durante a Crise dos mísseis de Cuba de 1962 e a crise Able Archer 83 de 1983. Assim, eles argumentam que evidências trunfam teoria e teorias de dissuasão não podem ser reconciliadas com o registo histórico.[carece de fontes?]
Kenneth Waltz argumenta a favor da proliferação continuada das armas nucleares. Na edição de julho de 2012 de Foreign Affairs, Waltz discordou com a opinião da maioria dos comentadores e legisladores americanos, europeus e israelitas de que um Irão nuclearmente armado seria inaceitável. Por sua vez, Waltz argumenta que seria provavelmente o melhor desfecho restaurando a estabilidade ao Médio Oriente visto que balançaria o monopólio regional de Israel sobre as armas nucleares. O professor John Mueller da Universidade Estadual de Ohio, autor de Obsessão Atómica, tem também dispensado a necessidade de interferir com o programa nuclear do Irão e expressou que medidas de controlo de armamento são contraprodutivas. Durante uma aula de 2010 na Universidade de Missouri, que foi transmitida pela C-Span, o Dr. Mueller também argumentou que a ameaça de armas nucleares, incluindo de terroristas, tem sido exagerada pela mídia popular e pelos oficiais.
Em contraste, vários oficias do governo, incluindo Henry Kissinger, George Shultz, Sam Nunn, e William Perry, que exerciam funções durante o período da Guerra Fria, agora defendem a eliminação de armas nucleares com a crença de que a doutrina de dissuasão mútua soviética-americana é obsoleta e que a dependência em armas nucleares para dissuasão é cada vez mais perigosa e cada vez menos eficaz desde que a Guerra Fria acabou. Um artigo de 2011 no The Economist argumentou que os riscos são mais agudos nas rivalidades entre relativamente novos estados nucleares que têm em falta as "garantias de segurança" desenvolvidas pelos americanos e soviéticos e que riscos adicionais colocam-se pelo surgimento de estados párias, como a Coreia do Norte (possivelmente acompanhada em breve pelo Irão), armados com armas nucleares como também a ambição declarada de terroristas de roubar, comprar, ou construir um aparelho nuclear.